# Adolfo Domínguez
Pour les articles homonymes, voir Domínguez.
Adolfo Domínguez Fernández, né le 14 mai 1950 à Puebla de Trivas (province d'Orense, Espagne), est un styliste et entrepreneur espagnol.

## Biographie
Après avoir passé son enfance dans l'atelier de tailleur de ses parents, Adolfo Domínguez part étudier à Saint-Jacques de Compostelle la philosophie et les lettres. Il réside ensuite à Paris et à Londres où il entre en contact avec le mouvement écologiste.
Dans les années 1970, il retourne à Orense et fonde sa propre entreprise textile. Il ouvre le premier magasin "Adolfo Domínguez" en Espagne.
Plus tard, il se marie avec Elena González Álvarez qui fera partie du conseil d'administration de l'entreprise. Ses trois filles Tiziana Domínguez, Adriana Domínguez et Valeria Domínguez travaillent aussi dans l¡entreprise. Tiziana est directrice de la ligne U. 
Adolfo Domínguez a obtenu de nombreux prix dont le Lifetime Achievement (Miami Fashion Week) et l'Aiguille d'Or du Ministère de la Culture espagnol en reconnaissance pour sa contribution culturelle et artistique.
En 2010, la compagnie espagnole de mode et de parfums Puig devient le deuxième actionnaire de la firme.
Adolfo Domínguez vit à Orense d'où il dirige son entreprise qui compte plus de 500 points de vente dans 40 pays.